# Электрическая сепарация
Электри́ческая сепара́ция (англ. electric separation; нем. Elektroscheidung f) — процесс разделения сухих частичек полезного ископаемого или материалов в электрическом поле по величине или знаку заряда, созданного на частичках в зависимости от их электрических свойств, химического состава, размеров.

## Применение
Используется для доводки черновых концентратов алмазных и редкометаллических руд: титан-циркониевых, тантало-ниобиевых, оловянно-вольфрамовых, редкоземельных (монацит-ксенотимовых). Менее распространена электрическая сепарация гематитовых руд, кварца и полевого шпата, обогащение калийных (сильвинитовых) руд, извлечения вермикулита и др .
Для обогащения полезных ископаемых, а также разделение по крупности (электроклассификация) используют разные электрофизические свойства: электропроводность, диэлектрическая проницаемость, поляризация трением, нагреванием и др.

## Разновидности
В зависимости от способа создания на частичках заряда и его передачи в процессе электрической сепарации различают:
- электростатическую,
- коронную,
- диэлектрическую,
- трибоадгезионную сепарацию.

При электростатической сепарации разделение проводится в электростатическом поле, частички заряжаются контактным или индукционным способом. Разделение по электропроводности производится при столкновении частичек с электродом (например, с заряженной поверхностью барабана; электропроводящие частички при этом получают одноимённый заряд и отталкиваются от барабана, а неэлектропроводящие не заряжаются). Создание разноимённых зарядов возможно при распылении, ударе или трении частичек о поверхность аппарата (трибоэлектростатическая сепарация). Выборочная поляризация компонентов смеси возможна при контакте нагретых частичек с холодной поверхностью заряженного барабана (пироэлектрическая сепарация).
Коронная сепарация проводится в поле коронного разряда, частички заряжаются ионизацией. Коронный разряд создаётся в воздухе между электродом в виде острия или дрота и заземлённым электродом, например, барабаном; при этом проводящие частички отдают свой заряд заземлённому электроду. Частички также могут заряжаться ионизацией, например, радиационной.
Диэлектрическая сепарация проводится за счёт пондеромоторных сил в электростатическом поле; при этом частички с разной диэлектрической проницаемостью движутся по разным траекториям.
Трибоадгезионная сепарация базируется на различиях в адгезии частичек после их электризации трением. Трение реализуется при транспортировании частичек по специальной подкладке, в кипящем слое при столкновении частичек друг с другом.
Возможны комбинированные процессы электрической сепарации: коронно-электростатический, коронно-магнитный и др.
Относительно малая распространённость электрической сепарации объясняется высокой энергоёмкостью, необходимостью эксплуатации сложного высоковольтного оборудования (напряжением 20-60 кВ), а также требованием тщательного предварительного просушивания материала, что трудно обеспечить на обогатительных фабриках.